# Droit salomonais
 (septembre 2016).
Le droit salomonais est le droit appliqué aux îles Salomon depuis l'indépendance du Royaume-Uni le 7 juillet 1978.

## Sources du droit

### Constitution
L'article 2 du Chapitre 1 de la Constitution dispose que celle-ci est la loi suprême de l’État. Toute loi contraire à la Constitution doit être considérée comme nulle.

### Lois
L'article 5 de l’acte d'indépendance des îles Salomon dispose que les lois en vigueur avant l’indépendance continuent d'exister ou d'avoir effet dans la mesure où elles sont conformes à la Constitution.

### Common lawet droit coutumier
L'article 76 de la Constitution dispose que, dans les situations ou le Parlement national des îles Salomon n’a pas légiférer, les lois adoptés par le Parlement du Royaume-Uni, les principes de la common law et d'équité, le droit coutumier salomonais et la jurisprudence doivent être utilisé pour combler les lacunes.

## Organisation juridictionnelle

### Tribunaux locaux
Les tribunaux locaux ont juridiction sur les affaires civiles et criminelles lorsque les parties résident dans leur juridiction. Les jugements sont rendus par les anciens de la communauté lesquels appliquent le droit coutumier et les lois locales. Les jugements ne peuvent dépasser les six mois d'emprisonnement ou 200 dollars salomonais.

### Customary Land Appeal Court
Cette cour a une juridiction limitée aux affaires liées à l'usage et la propriété des terres coutumières, en appel des tribunaux locaux. Elle applique le droit coutumier.
Les décisions de cette Cour ne sont susceptibles d'appel que devant la Haute Cour, et uniquement sur un point de droit.

### Magistrate's courts
Leur juridiction est civile et pénale. En matière contractuelle, la Cour peut prendre connaissance des affaires dès lors que les sommes impliquées ne dépassent pas 6 000 dollars salomonais.

### Haute Cour
La Haute Cour a une juridiction civile et pénale illimitée. Elle prend connaissance des appels des magistrate's courts et de la Customary land appeal Court (pour cette dernière, les appels ne se font que sur un point de droit, et la décision de la Haute Cour n'est plus susceptible de pourvoi).

### Cour d'appel
La Cour d'appel est la plus haute juridiction des Salomon. Elle prend connaissance des appels de la Haute Cour.

## Sources

## Compléments